# Prenoceratops
A Prenoceratops, (jelentése 'hajlott vagy meredek szarvarcú' az ógörög πρηνη- / prene-  ('előre hajló' vagy 'meredek'), κερατ- / kerat- ('szarv') és ωψ / -opsz ('arc') szavak összetételéből) a ceratopsia dinoszauruszok egyik neme, amely a késő kréta korban, a campaniai korszakban, mintegy 83–74 millió évvel ezelőtt élt. Fosszíliáit az Egyesült Államokbeli Montana állam területén, a Two Medicine-formációban találták meg.

## Felfedezés és fajok
A Prenoceratops leírását Brenda J. Chinnery készítette el 2004-ben. Rendkívülinek számít, mivel ez az egyetlen bazális neoceratopsia, amely egy csontmederből vált ismertté.
A Prenoceratops egyetlen ismert faja a típusfaj, a P. pieganensis.

## Osztályozás
A Prenoceratops a Ceratopsia alrendágba tartozik, a papagájszerű csőrrel rendelkező növényevő dinoszauruszok csoportjába (az ógörög eredetű név jelentése 'szarvarcú'), amely a kréta időszak során Észak-Amerika és Ázsia területén élt. A néhány millió évvel korábbi Leptoceratops közeli rokonságába tartozott. Jellemző tulajdonsága a Leptoceratopsénál jóval ferdébb, alacsony koponya.

## Étrend
A többi ceratopsiához hasonlóan a Prenoceratops növényevő volt. A kréta időszak során a virágos növények elterjedése földrajzilag korlátozott volt a szárazföldön, így valószínű, hogy ez a dinoszaurusz az időszak uralkodó növényeit, a harasztokat, a cikászokat és a tűlevelűeket fogyasztotta, éles csőrével lecsípve a leveleket vagy a fenyőtűket.

## Fordítás
Ez a szócikk részben vagy egészben a Prenoceratops című angol Wikipédia-szócikk ezen változatának fordításán alapul.  Az eredeti cikk szerkesztőit annak laptörténete sorolja fel. Ez a jelzés csupán a megfogalmazás eredetét és a szerzői jogokat jelzi, nem szolgál a cikkben szereplő információk forrásmegjelöléseként.